# WTA Waikoloa
Das WTA Waikoloa (offiziell: Big Island Championships) war ein Tennisturnier der WTA Tour, das in der Stadt Waikoloa Village auf Hawaii ausgetragen wurde.

## Siegerliste

### Einzel
| Jahr | Siegerin        | Finalgegnerin | Ergebnis         |
| ---- | --------------- | ------------- | ---------------- |
| 2001 | Sandrine Testud | Justine Henin | 6:3, 2:0 Aufgabe |
| 2002 | Cara Black      | Lisa Raymond  | 7:61, 6:4        |

### Doppel
| Jahr | Siegerinnen                    | Finalgegnerinnen                   | Ergebnis      |
| ---- | ------------------------------ | ---------------------------------- | ------------- |
| 2001 | Tina Križan Katarina Srebotnik | Els Callens Nicole Pratt           | 6:2, 6:3      |
| 2002 | Meilen Tu María Vento-Kabchi   | Nannie de Villiers Irina Seljutina | 1:6, 6:2, 6:3 |